# Koninklijk distinctief

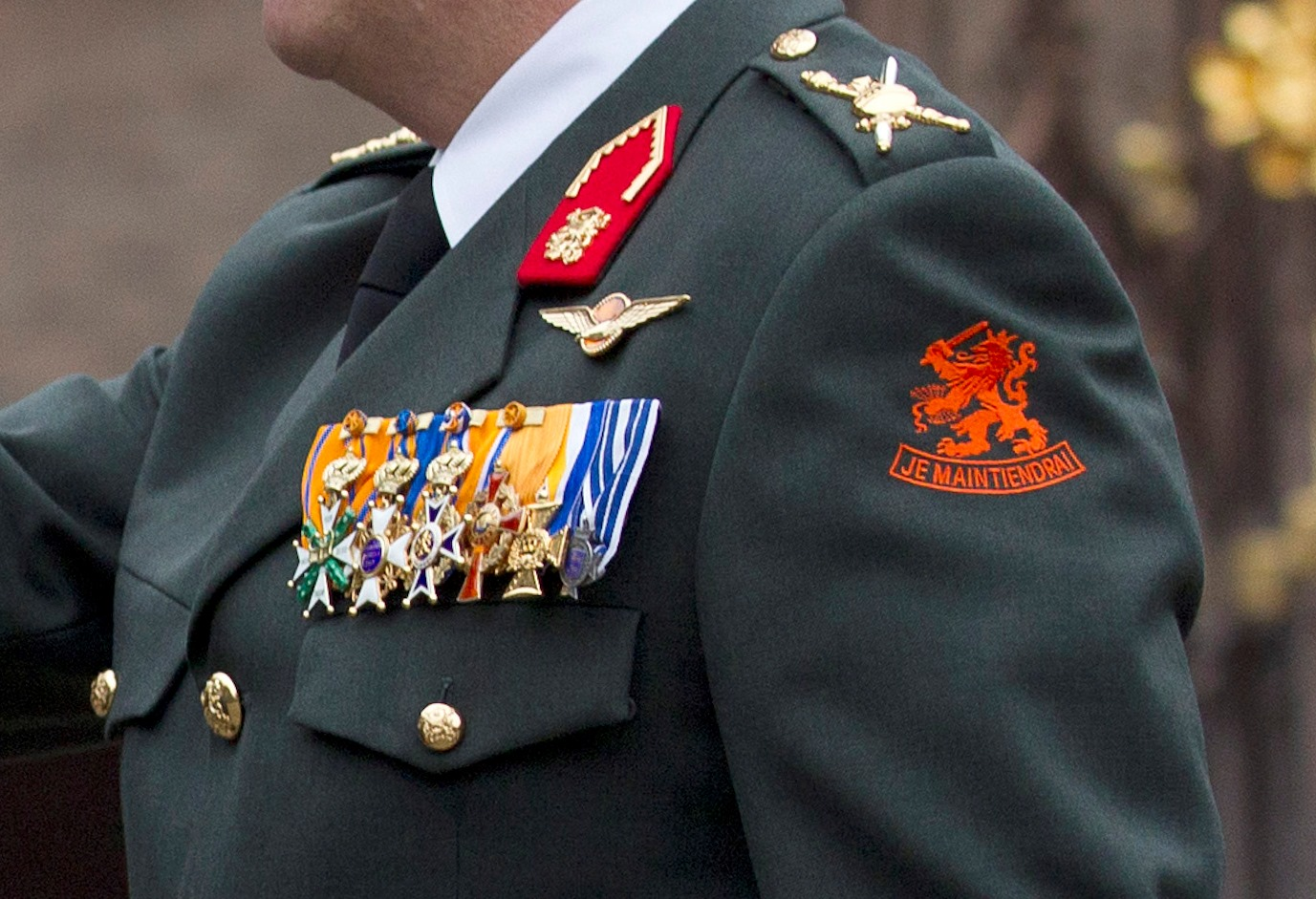
Het militaire uniform van de koning met koninklijk distinctief

Het koninklijk distinctief is een onderscheidingsteken dat door de koning der Nederlanden gedragen wordt op zijn uniform. Het wapenbeeld daarvan bestaat uit het rijkszwaard, de rijksappel en de scepter, drie symbolen van de koninklijke macht en waardigheid. In het koninklijk besluit houdende vaststelling van het koninklijk distinctief wordt het als volgt beschreven:
Rijksgekeurd 1e gehalte zilveren distinctief, bestaande uit de rijksappel, zwaard en scepter. Geheel contour en ajour gezaagd. Formaat ca. 75 x 35 mm dikte op het hoogste punt ca. 5,00 mm, een aantal details worden verguld uitgevoerd. Keerzijde is voorzien van 2 schroefsluitingen.
Het wordt gedragen op het uniform in plaats van het rangonderscheidingsteken zoals dat door leden van de krijgsmacht op hun uniform wordt gedragen. Op het ceremonieel tenue wordt het gedragen op de epaulet (Koninklijke Landmacht) of op de ondermouw (Koninklijke Marine en Koninklijke Luchtmacht). Koning Willem-Alexander draagt het, omdat hij bij zijn inhuldiging als staatshoofd afstand deed van zijn actieve militaire status.

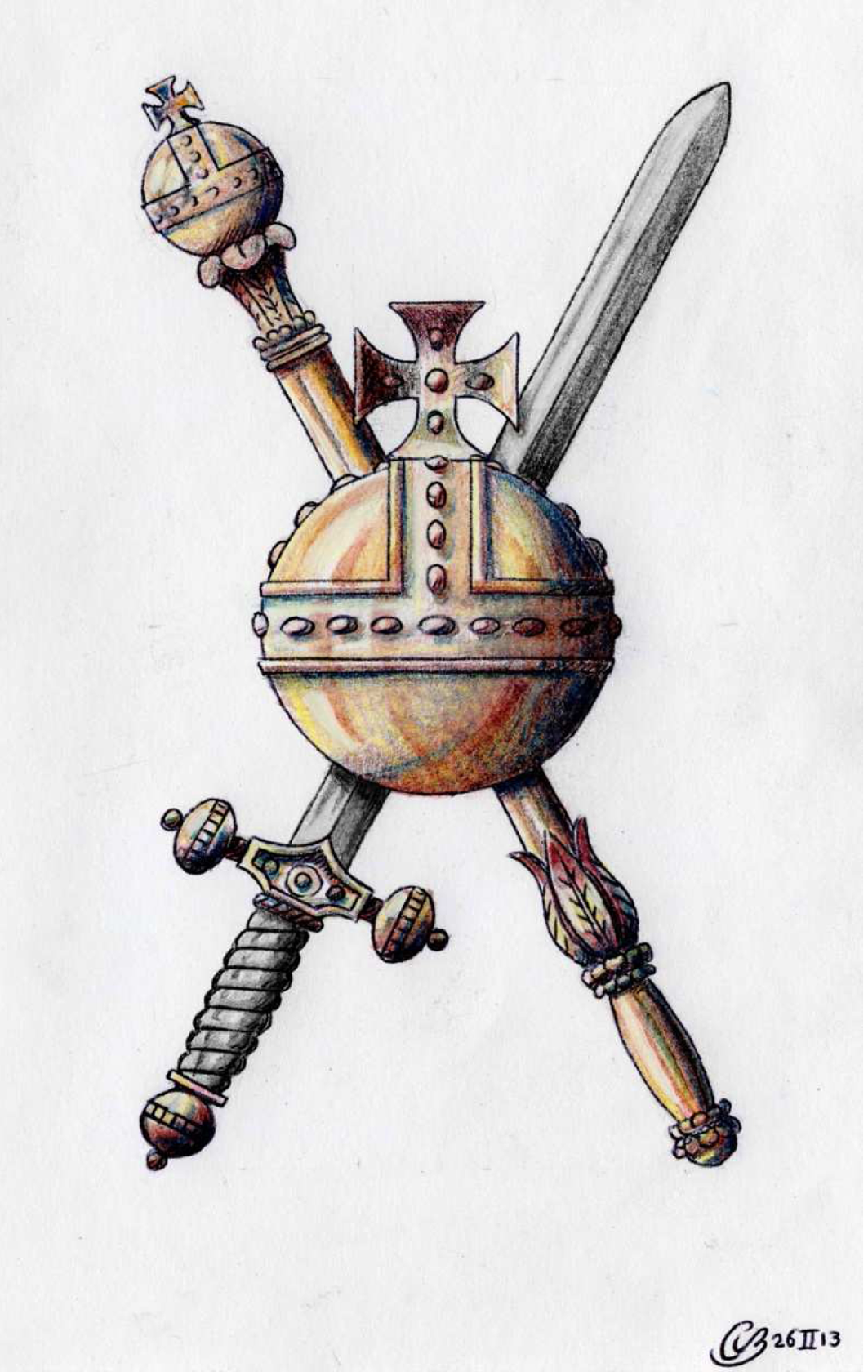
Koninklijk distinctief
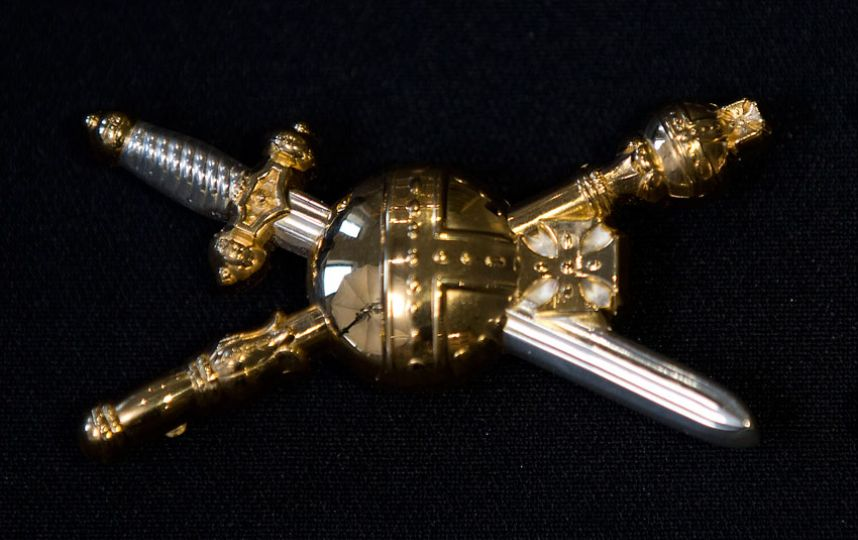
Koninklijk distinctief
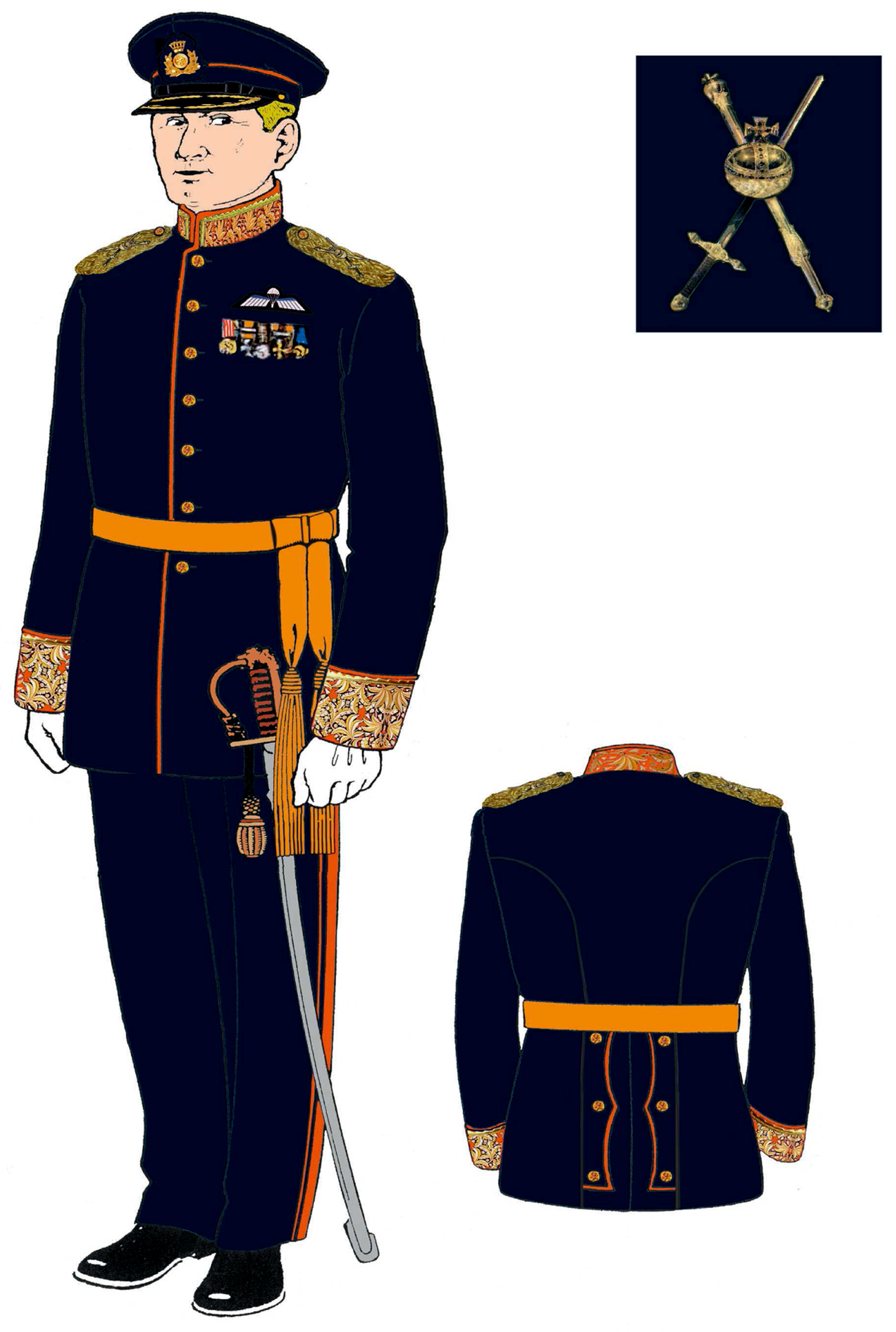
Ceremonieel Tenue Koninklijke Landmacht
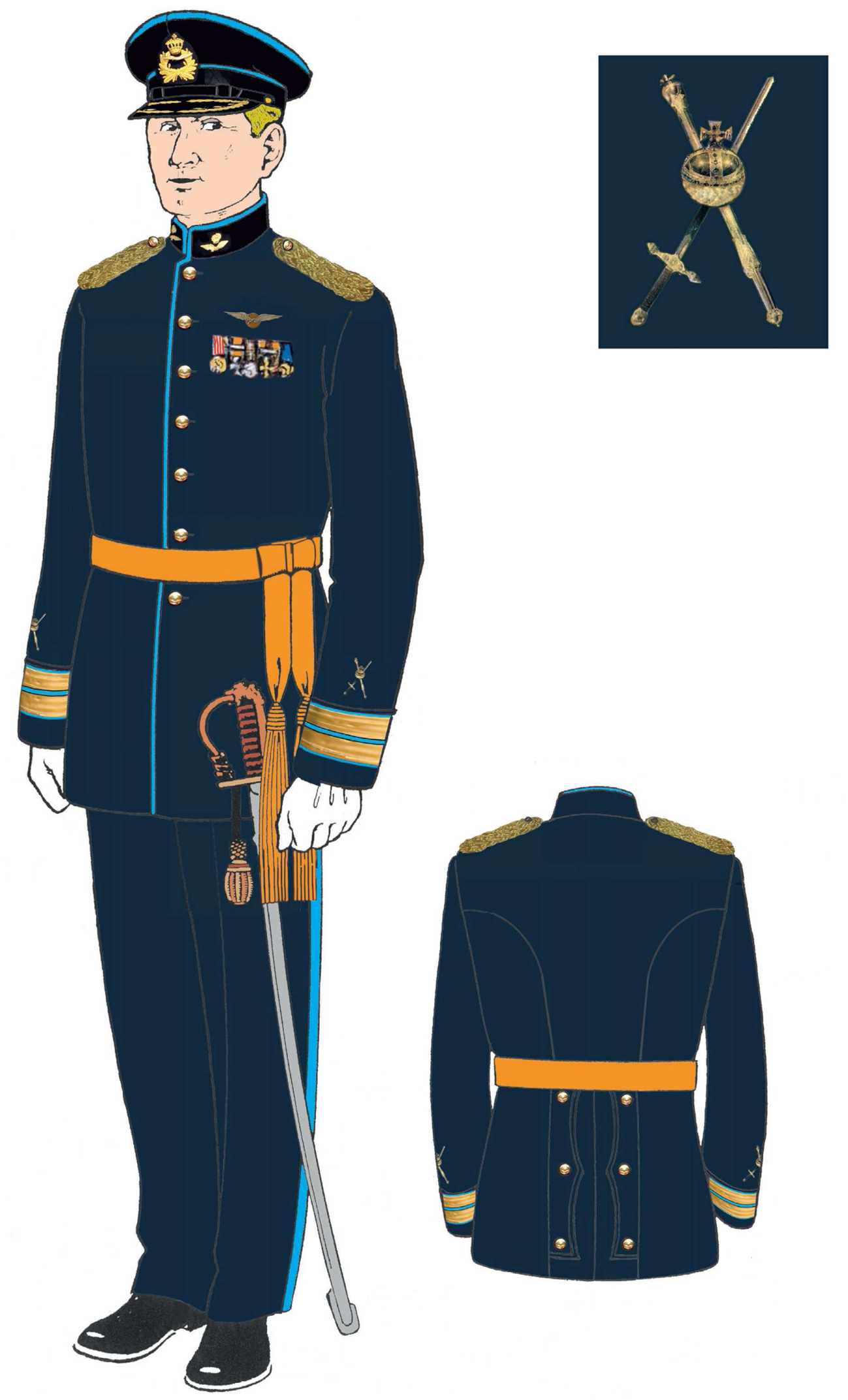
Ceremonieel Tenue Koninklijke Luchtmacht
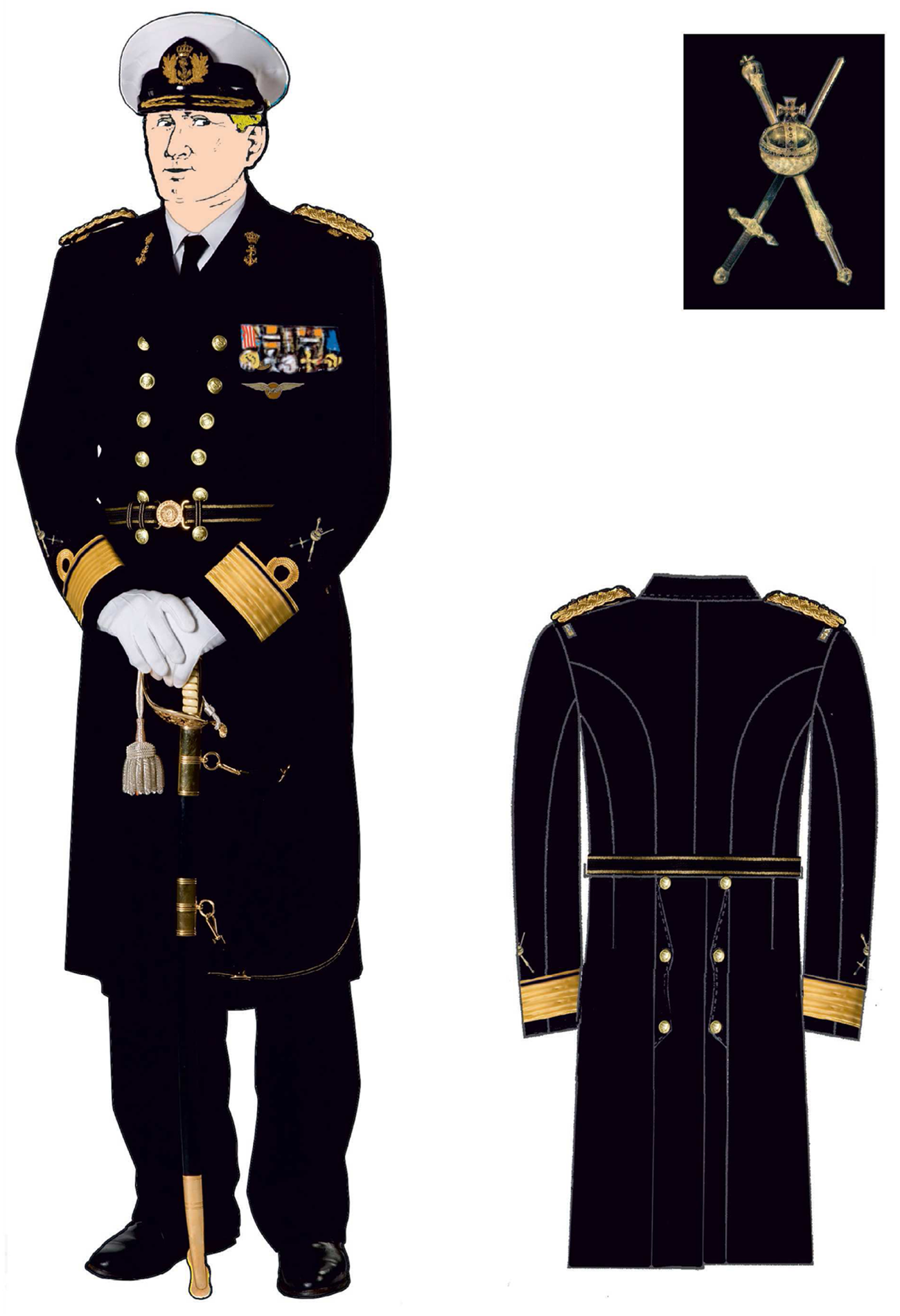
Ceremonieel Tenue Koninklijke Marine